# Pastor belga laekenois
El Pastor belga laekenois és un gos pastor que forma part de les quatre varietats en les que es divideix el Pastor belga. El nom de laekenois procedeix de l'antic municipi de Laken que forma part de la ciutat belga de Brussel·les on fou criat. Amb el Pastor belga malinois, Pastor belga groenendael i el Pastor belga tervueren comparteix un mateix estàndard i es diferencia únicament en el tipus, longitud i en el color del pèl. El pèl d'aquesta varietat és llarg i dur en tot el cos, de color marró carbó, s'admet alguna petita taca blanca en el pit i ha de presentar la cara més fosca.